# Euseboides
Euseboides is een kevergeslacht uit de familie van de boktorren (Cerambycidae). De wetenschappelijke naam van het geslacht werd voor het eerst geldig gepubliceerd in 1893 door Gahan.

## Soorten
Euseboides omvat de volgende soorten:
- Euseboides gorodinskii Holzschuh, 2006
- Euseboides matsudai Gressitt, 1938
- Euseboides periculosus Holzschuh, 2010
- Euseboides plagiatoides Breuning, 1950
- Euseboides plagiatus Gahan, 1893
- Euseboides punctatissimus Holzschuh, 2010
- Euseboides tonkinensis Breuning, 1973
- Euseboides truncatipennis Breuning, 1949